# We Live Here
We Live Here – siódmy studyjny (dziesiąty w dyskografii) album grupy Pat Metheny Group, wydany w 1995 r. przez wytwórnię Geffen Records. Album zdobył w 1996 r. nagrodę Grammy w kategorii Best Contemporary Jazz Album.

## Lista utworów
1. „Here To Stay” (Metheny i Mays) – 7:39
2. „And Then I Knew” (Metheny i Mays) – 7:53
3. „The Girls Next Door” (Metheny i Mays) – 5:30
4. „To The End Of The World” (Metheny i Mays) – 12:15
5. „We Live Here” (Metheny i Mays) – 4:12
6. „Episode D'Azur” (Mays) – 8:45
7. „Something To Remind You” (Metheny i Mays) – 7:04
8. „Red Sky” (Metheny i Mays) – 7:36
9. „Stranger In Town” (Metheny i Mays) – 6:11

## Skład zespołu
- Pat Metheny – gitary
- Lyle Mays – fortepian, instrumenty klawiszowe
- Steve Rodby – gitara basowa, wiolonczela
- Paul Wertico – perkusja
- David Blamires – wokal
- Mark Ledford – wokal, instrumenty perkusyjne, trąbka, skrzydłówka
- Luis Conte – instrumenty perkusyjne

## Miejsca na listachBillboardu
| Rok  | Lista                        | Miejsce |
| ---- | ---------------------------- | ------- |
| 1995 | The Billboard 200            | 83      |
| 1995 | Top Contemporary Jazz Albums | 2       |